# Neuville-en-Avesnois
Pour les articles homonymes, voir Neuville.
Neuville-en-Avesnois est une commune française située dans le département du Nord, en région Hauts-de-France.

## Géographie

### Communes limitrophes
| Beaudignies       |                      | Salesches    |
| Romeries          | Neuville-en-Avesnois |              |
| Vendegies-au-Bois |                      | Poix-du-Nord |

### Hydrographie

#### Réseau hydrographique
La commune est située dans le bassin Artois-Picardie. Elle est drainée par le ruisseau Saint-georges,.
Le ruisseau Saint-Georges, d'une longueur de 19 km, prend sa source dans la commune de Locquignol et se jette  dans l'Écaillon à Bermerain, après avoir traversé dix communes. 

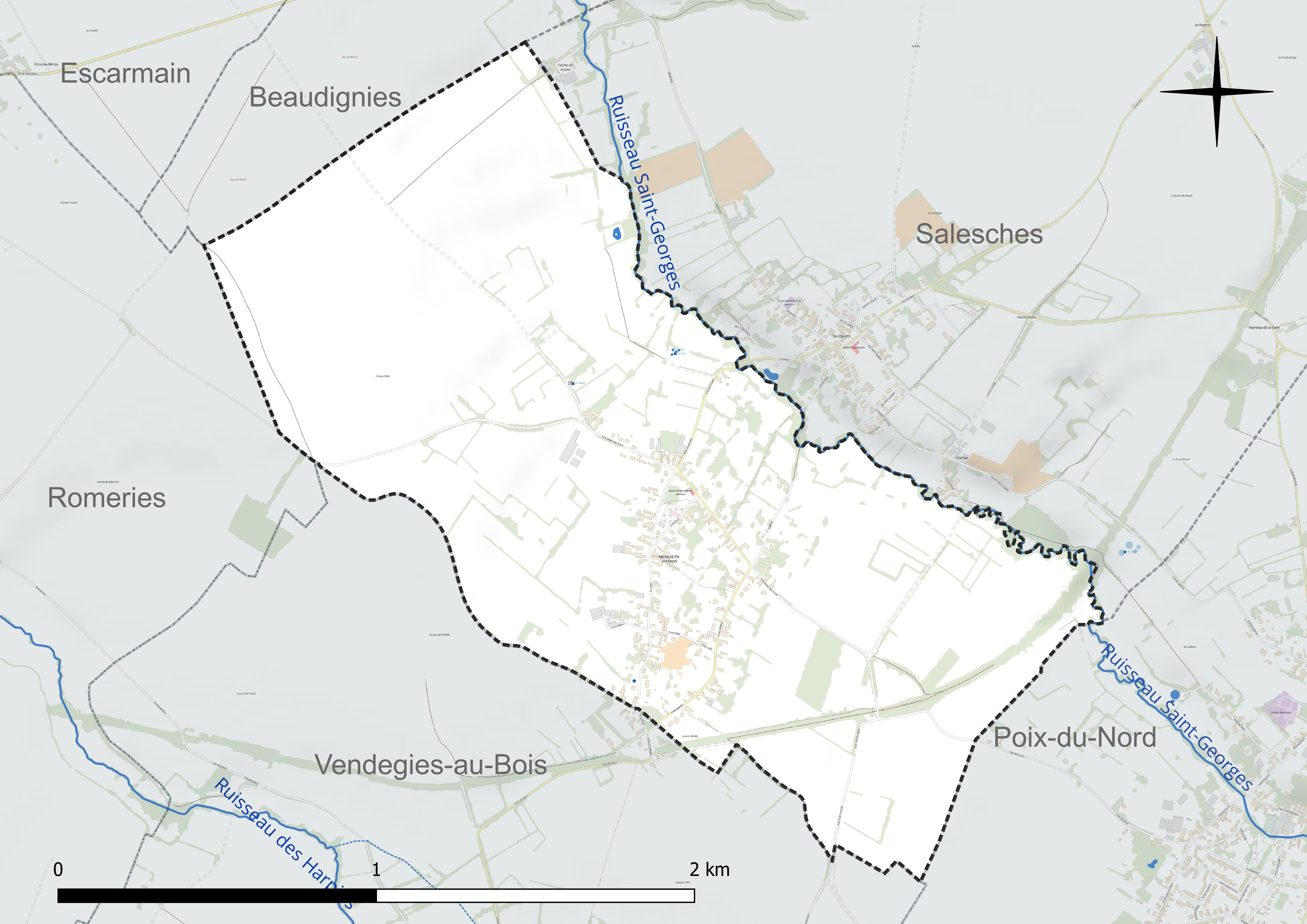
Réseau hydrographique de Neuville-en-Avesnois.

#### Gestion et qualité des eaux
Le territoire communal est couvert par le schéma d'aménagement et de gestion des eaux (SAGE) « Escaut ». Ce document de planification concerne un territoire de 2 005 km2 de superficie, délimité par le bassin versant de l'Escaut. Le périmètre a été arrêté le 9 juin 2006 et le SAGE proprement dit a été approuvé le 13 juillet 2021. La structure porteuse de l'élaboration et de la mise en œuvre est le syndicat mixte Escaut et Affluents (SyMEA). 
La qualité des cours d'eau peut être consultée sur un site spécial géré par les agences de l'eau et l'Agence française pour la biodiversité. 

### Climat
Pour des articles plus généraux, voir Climat des Hauts-de-France et Climat du Nord.
En 2010, le climat de la commune est de type climat océanique dégradé des plaines du Centre et du Nord, selon une étude du CNRS s'appuyant sur une série de données couvrant la période 1971-2000. En 2020, Météo-France publie une typologie des climats de la France métropolitaine dans laquelle la commune est exposée à un climat océanique altéré et est dans la région climatique  Nord-est du bassin Parisien, caractérisée par un ensoleillement médiocre, une pluviométrie moyenne régulièrement répartie au cours de l'année et un hiver froid (3 °C). 
Pour la période 1971-2000, la température annuelle moyenne est de 10,2 °C, avec une amplitude thermique annuelle de 14,7 °C. Le cumul annuel moyen de précipitations est de 766 mm, avec 12,4 jours de précipitations en janvier et 9,1 jours en juillet. Pour la période 1991-2020, la température moyenne annuelle observée sur la station météorologique la plus proche, située sur la commune de Valenciennes à 18 km à vol d'oiseau, est de 11,0 °C et le cumul annuel moyen de précipitations est de 694,1 mm,. Pour l'avenir, les paramètres climatiques de la commune estimés pour 2050 selon différents scénarios d'émission de gaz à effet de serre sont consultables sur un site spécial publié par Météo-France en novembre 2022.

## Urbanisme

### Typologie
Au 1er janvier 2024, Neuville-en-Avesnois est catégorisée bourg rural, selon la nouvelle grille communale de densité à sept niveaux définie par l'Insee en 2022.
Elle est située hors unité urbaine. Par ailleurs la commune fait partie de l'aire d'attraction de Valenciennes (partie française), dont elle est une commune de la couronne,. Cette aire, qui regroupe 102 communes, est catégorisée dans les aires de 200 000 à moins de 700 000 habitants,.

### Occupation des sols
L'occupation des sols de la commune, telle qu'elle ressort de la base de données européenne d'occupation biophysique des sols Corine Land Cover (CLC), est marquée par l'importance des territoires agricoles (88,5 % en 2018), une proportion identique à celle de 1990 (88,5 %). La répartition détaillée en 2018 est la suivante : 
terres arables (49 %), prairies (39,5 %), zones urbanisées (11,5 %). L'évolution de l'occupation des sols de la commune et de ses infrastructures peut être observée sur les différentes représentations cartographiques du territoire : la carte de Cassini (XVIIIe siècle), la carte d'état-major (1820-1866) et les cartes ou photos aériennes de l'IGN pour la période actuelle (1950 à aujourd'hui).

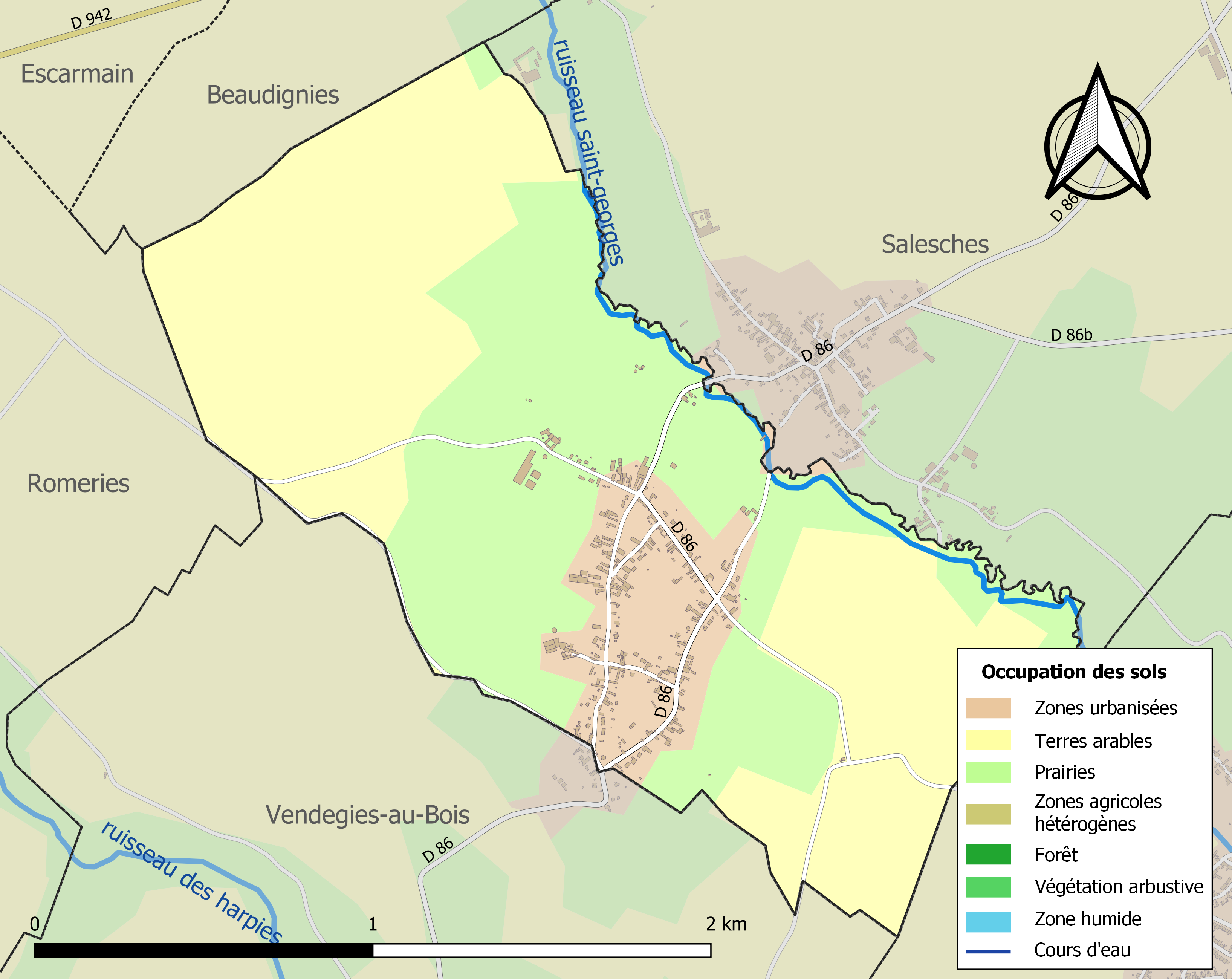
Carte des infrastructures et de l'occupation des sols de la commune en 2018 (CLC).

## Histoire
Les premières informations datent de la fin du XIIe siècle. Neuville est répertorié comme une paroisse du décénat d'Haspres. La seigneurie est mouvante du comte de Hainaut à qui la ville doit ost et chevauchée; l'abbaye de Maroilles possède un dîmage et le droit de conférer un bénéfice ecclésiastique. Neuville subit de nombreuses incursions et invasions. Les XVe et XIXe siècles l'ont particulièrement touché.
En 1398, l'Eglise Sainte-Elisabeth-de-Hongrie est édifiée. Le 6 décembre 1984, l'édifice est inscrit à l'inventaire supplémentaire des Monuments historiques.
Au XIXe siècle, c'est l'une des 10 communes de l'arrondissement où l'on fabrique de la batiste. De 36 métiers battants en 1789, on passe à 31 à 1804. Mais l'économie repose surtout sur la terre. Les cultures l'emportent largement sur les prairies.
Le village compte 562 habitants lorsque sont bâties la maison d'école et la mairie en 1883. Au dernier recensement 2009 seulement 289 Neuvillois sont comptés.

## Héraldique
|  | Les armes de Neuville-en-Avesnois se blasonnent ainsi :" D'or à trois chevrons de sable. " |

## Politique et administration
Maire de 1802 à 1807 : François Martin,.

Maire en 1939 : Vanesse.
| Période                                  | Période   | Identité         | Étiquette | Qualité |
| ---------------------------------------- | --------- | ---------------- | --------- | ------- |
| mars 2001                                | mars 2020 | Jean Léger       |           |         |
| mars 2020                                | En cours  | François Ronchin |           |         |
| Les données manquantes sont à compléter. |           |                  |           |         |

## Population et société

### Démographie

#### Évolution démographique
L'évolution du nombre d'habitants est connue à travers les recensements de la population effectués dans la commune depuis 1793. Pour les communes de moins de 10 000 habitants, une enquête de recensement portant sur toute la population est réalisée tous les cinq ans, les populations de référence des années intermédiaires étant quant à elles estimées par interpolation ou extrapolation. Pour la commune, le premier recensement exhaustif entrant dans le cadre du nouveau dispositif a été réalisé en 2004.

En 2022, la commune comptait 303 habitants, en évolution de −0,66 % par rapport à 2016 (Nord : +0,51 %, France hors Mayotte : +2,11 %).
| 1793 | 1800 | 1806 | 1821 | 1831 | 1836 | 1841 | 1846 | 1851 |
| ---- | ---- | ---- | ---- | ---- | ---- | ---- | ---- | ---- |
| 435  | 351  | 499  | 602  | 616  | 646  | 701  | 739  | 705  |

| 1856 | 1861 | 1866 | 1872 | 1876 | 1881 | 1886 | 1891 | 1896 |
| ---- | ---- | ---- | ---- | ---- | ---- | ---- | ---- | ---- |
| 682  | 656  | 647  | 580  | 562  | 526  | 504  | 480  | 456  |

| 1901 | 1906 | 1911 | 1921 | 1926 | 1931 | 1936 | 1946 | 1954 |
| ---- | ---- | ---- | ---- | ---- | ---- | ---- | ---- | ---- |
| 433  | 404  | 409  | 319  | 352  | 317  | 320  | 291  | 319  |

| 1962 | 1968 | 1975 | 1982 | 1990 | 1999 | 2004 | 2006 | 2009 |
| ---- | ---- | ---- | ---- | ---- | ---- | ---- | ---- | ---- |
| 308  | 280  | 278  | 286  | 283  | 261  | 290  | 288  | 289  |

| 2014 | 2019 | 2022 | - | - | - | - | - | - |
| ---- | ---- | ---- | - | - | - | - | - | - |
| 300  | 302  | 303  | - | - | - | - | - | - |

#### Pyramide des âges
La population de la commune est relativement jeune.
En 2018, le taux de personnes d'un âge inférieur à 30 ans s'élève à 34,7 %, soit en dessous de la moyenne départementale (39,5 %). À l'inverse, le taux de personnes d'âge supérieur à 60 ans est de 25,5 % la même année, alors qu'il est de 22,5 % au niveau départemental.
En 2018, la commune comptait 145 hommes pour 158 femmes, soit un taux de 52,15 % de femmes, légèrement supérieur au taux départemental (51,77 %).
Les pyramides des âges de la commune et du département s'établissent comme suit.
| Hommes | Classe d’âge | Femmes |
| ------ | ------------ | ------ |
| 0,0    | 90 ou +      | 0,6    |
| 4,1    | 75-89 ans    | 7,6    |
| 20,0   | 60-74 ans    | 18,5   |
| 19,3   | 45-59 ans    | 17,8   |
| 20,7   | 30-44 ans    | 21,7   |
| 14,5   | 15-29 ans    | 14,0   |
| 21,4   | 0-14 ans     | 19,7   |

| Hommes | Classe d’âge | Femmes |
| ------ | ------------ | ------ |
| 0,5    | 90 ou +      | 1,4    |
| 5,3    | 75-89 ans    | 8,1    |
| 14,8   | 60-74 ans    | 16,2   |
| 19,1   | 45-59 ans    | 18,4   |
| 19,5   | 30-44 ans    | 18,7   |
| 20,7   | 15-29 ans    | 19,1   |
| 20,2   | 0-14 ans     | 18     |

## Lieux et monuments
- Église Sainte-Élisabeth-de-Hongrie - Église fortifiée du XIVe siècle. Les églises fortifiées sont courantes en Thiérache, mais il s'agit ici d'un rare exemple aux confins ouest de l'Avesnois. Edifiée en 1398, l'édifice est inscrit à l'inventaire supplémentaire des Monuments historiques le 6 décembre 1984.
- Grotte de Lourdes.
- Chapelle sainte Marie mère de Dieu.
- Monument aux morts sur le cimetière.

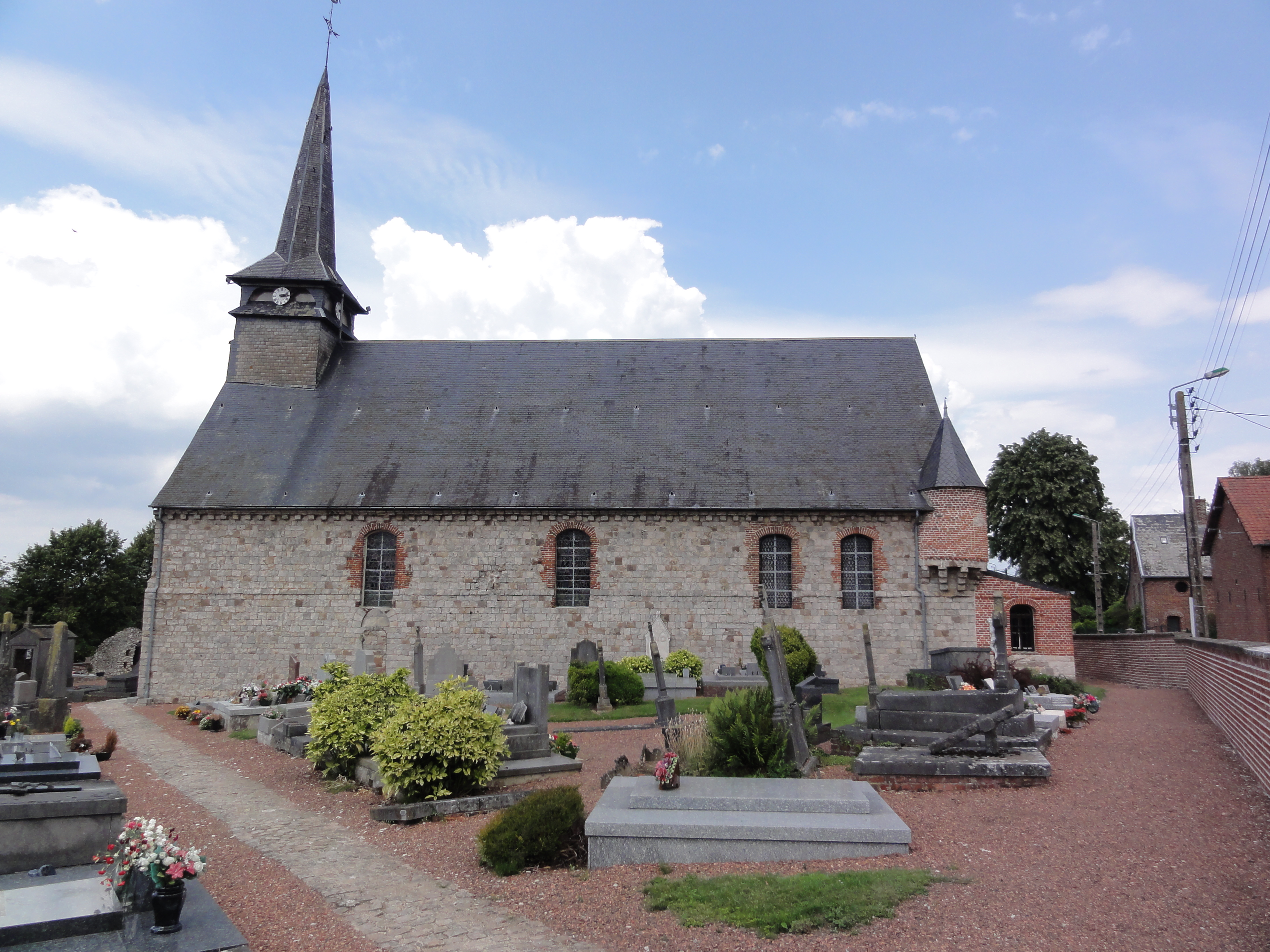
L'église fortifiée côté sud.
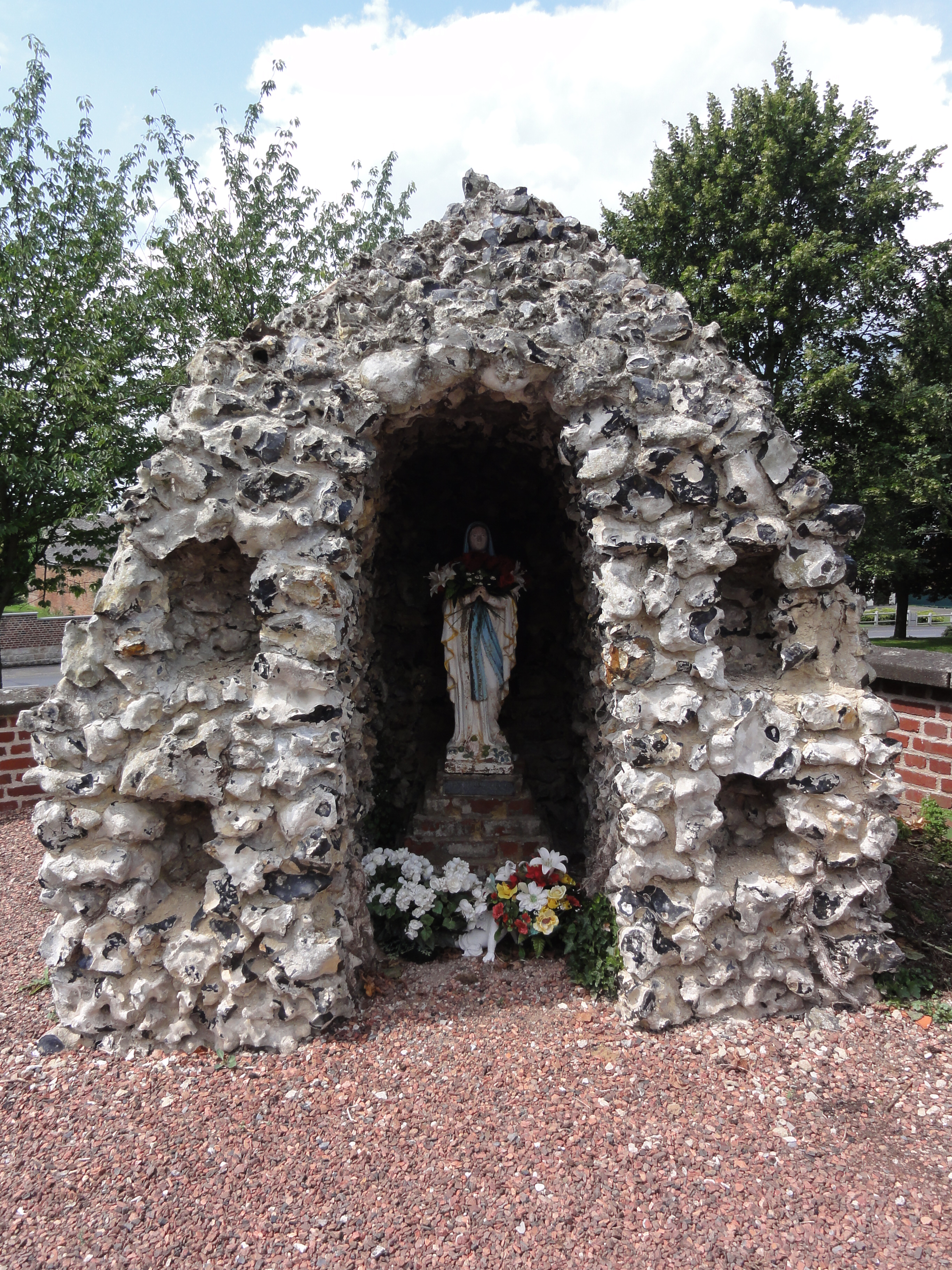
Grotte de Lourdes.
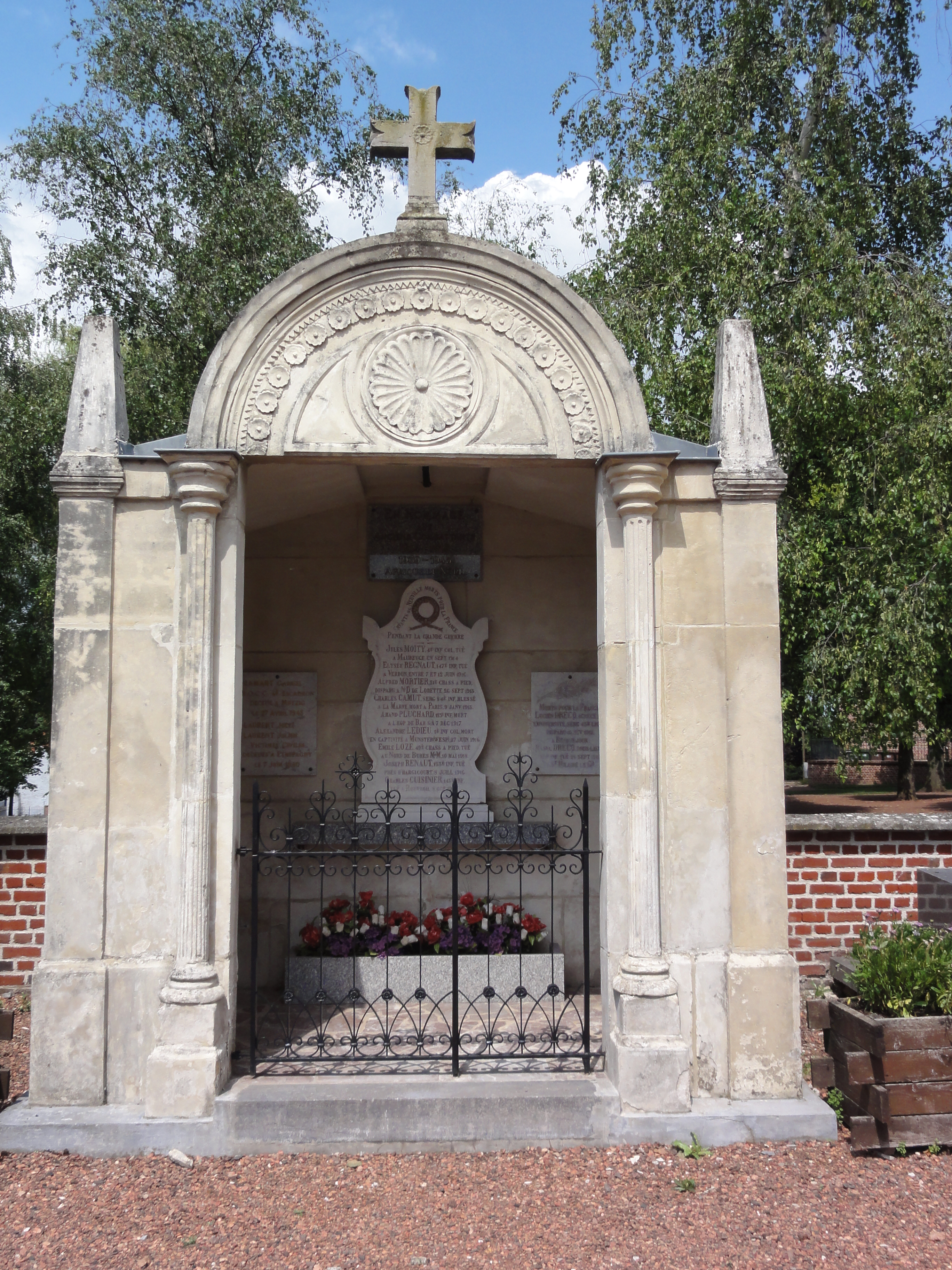
Monument aux morts au cimetière.
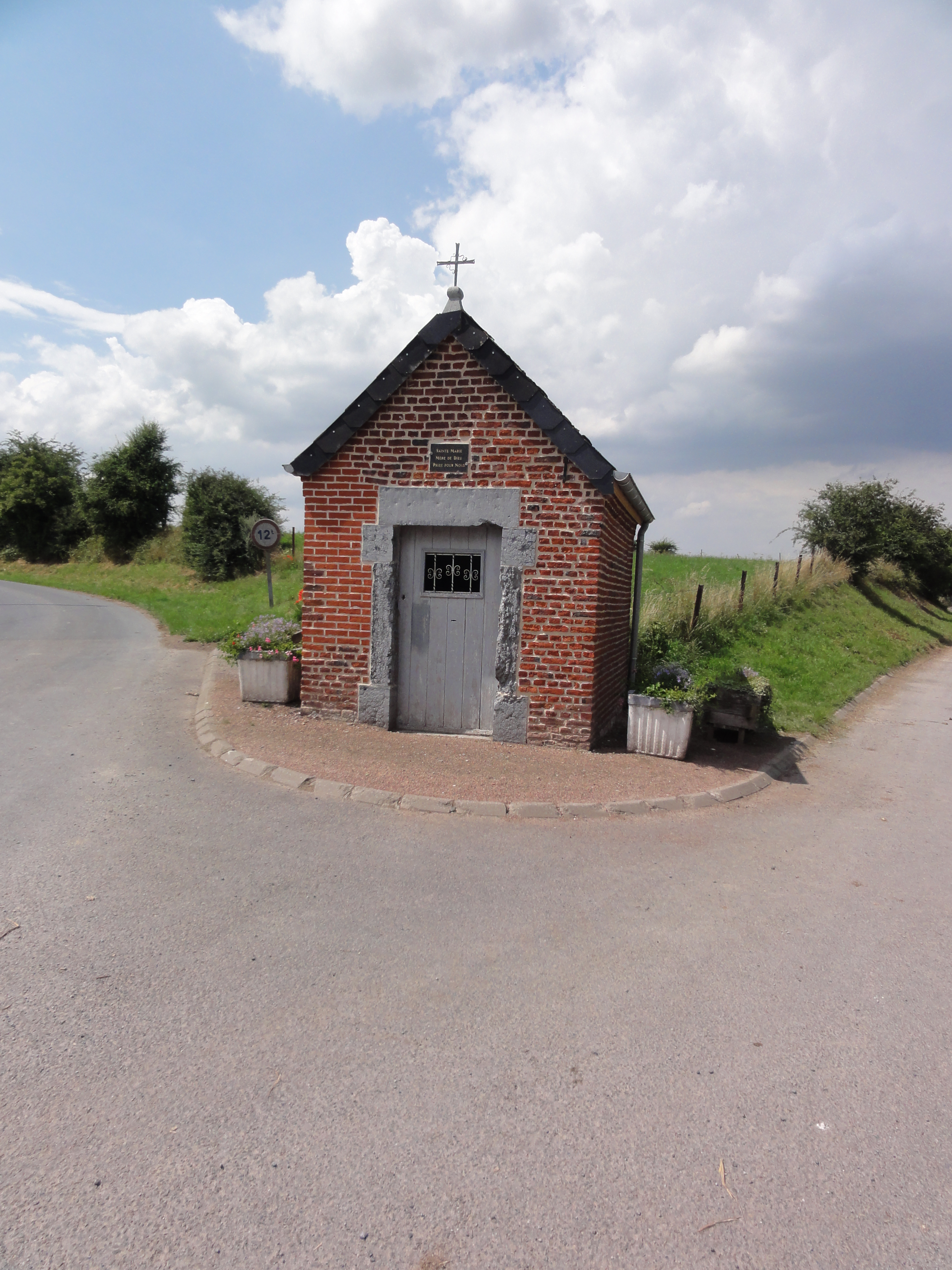
Chapelle sainte Marie mère de Dieu.

## Économie
- Brasserie Dreum : fabrication de bières artisanales[24]

## Pour approfondir